# 笠木大
笠木 大（かさぎ だい、1987年9月19日 - ）は、日本のラグビー選手。

## プロフィール
- 大阪府出身。
- ポジションはスクラムハーフ(SH)。
- 身長 181cm、体重 78kg
- ニックネームはつか、けんた。
- U19日本代表に選ばれたことがある[1]。
- 関西代表に選ばれたことがある[2]
- 7人制日本代表に選ばれたことがある[3]。

## 略歴
ラグビーは中学校から始めた。
2006年、天理高校卒業後、天理大学に入る。
2010年、天理大学卒業後、NTTドコモレッドハリケーンズに加入。同年9月11日に行われたトップウェストA第1節の大阪府警察戦に途中出場で公式戦初出場を果たす。
2016年、NTTドコモレッドハリケーンズを退団した。